# 衛星により送信される番組伝送信号の伝達に関する条約
衛星により送信される番組伝送信号の伝達に関する条約（えいせいによりそうしんされるばんぐみでんそうしんごうのでんたつにかんするじょうやく、英：Convention Relating to the Distribution of Programme-Carrying Signals Transmitted by Satellite、略称：衛星送信信号保護条約またはブリュッセル条約）は、1974年に作成された衛星を使って送信される番組の著作権保護に関する国際条約である。

## 概要
国際連合教育科学文化機関 (UNESCO) と世界知的所有権機関 (WIPO) とが共同で管理する。
1974年5月21日にベルギーのブリュッセルで作成され、1979年8月25日に発効した。締約国は34ヶ国で、日本は未締結（2016年7月24日現在）。
本条約は、衛星を使って送信される番組の著作権者や著作隣接権者を保護するための条約で、締約国は、衛星を使って送信される番組伝達信号が本来の送受信者以外によって無断で伝達されることを防止するための手段を講じなければならない。
ただし、本条約は直接放送衛星には適用されない。